# Мелильский порт
Мелильский порт (исп. Puerto de Melilla) — грузовой, рыболовный и пассажирский порт, а также пристань для яхт, расположенный в Мелилье, испанском автономном городе на побережье Северной Африки.

## История
В финикийском и пунийском Руссадире существовал порт, который продолжал свою деятельность под римским владычеством после падения Карфагена. В Средние века порт, предположительно, играл роль в обмене золота, слоновой кости, рабов и зерновых, импортируемых Кордовским халифатом в обмен на духи, кожу, шёлк и ткани.
Во времена Испанского протектората Марокко железная руда, добытая в глубине страны, загружалась в порту Мелильи компанией Compañía Española de Minas del Rif (CEMR).

## Описание
Управляется одноимённым портовым управлением и конкурирует с соседним портом в марокканском Надоре. К 2008 году через Мелильский порт прошло около 830 000 тонн грузов и 511 000 пассажиров.
Порт имеет паромное сообщение с Малагой, Мотрилем и Альмерией.